# Make It Last Forever
Make It Last Forever je 3x platinové album amerického R&B zpěváka a producenta Keitha Sweata. Album se umístilo na první pozici žebříčku Top R&B/Hip-Hop Albums a na pátou pozici popového žebříčku Billboard 200. Na albu spolupracoval Teddy Riley, což je producent, který s společně s Kool Moe Dee-m zpopularizoval cross-overový R&B žánr, který se později stal new jack swingem.

## Profesionální kritika
- Allmusic [2]
- Robert Christgau (B)[3]

## Seznam skladeb
1. "Something Just Ain't Right" (Keith Sweat/Teddy Riley) 5:22
2. "Right and A Wrong Way" (Sweat/Riley) 5:17
3. "Tell Me It's Me You Want" (Sweat/Riley) 4:44
4. "I Want Her" (Sweat/Riley) 5:58
5. "Make It Last Forever" (featuring Jacci McGhee) (Sweat/Riley) 4:55
6. "In the Rain" (Tony Hester) 5:42
7. "How Deep Is Your Love" (Sweat/Riley) 4:47
8. "Don't Stop Your Love" (Sweat) 6:12

## Produkce
- Keith Sweat – producent
- Teddy Riley – producent
- Jeff Neiblum – vokály v pozadí, perkuse
- Clifford Branch – keyboard, vokály v pozadí
- George Heylinger – vokály v pozadí
- Emmanuel Rahiem LeBlanc – vokály v pozadí
- Jacci McGhee – vokály v pozadí
- Vivian Sessoms – vokály v pozadí